# Château de la Goinière
 (mars 2015).
 (septembre 2022).
Si vous disposez d'ouvrages ou d'articles de référence ou si vous connaissez des sites web de qualité traitant du thème abordé ici, merci de compléter l'article en donnant les références utiles à sa vérifiabilité et en les liant à la section « Notes et références ».
Château de la Goinière (Andouillé)
À 2 km au sud-ouest d'Andouillé, le château de la Goinière est une élégante construction moderne qui a remplacé un ancien manoir qui fut la propriété des Le Clerc et Coustard. La demeure actuelle est cantonnée d'une tour à chacun de ses 4 angles.	
Ce domaine fut un fief mouvant de Saint-Ouën-des-Toits, par le fief de Beauvais. On y signale en
1751; "château, bois, métairie, domaine, prés, bois, vignes, tant en fief que roture". Il a vu défiler les familles Guérif (1532), Le Clerc (1582) et Coustard.